# Ramón Carnicer
Ramón Carnicer i Batlle (ur. 24 października 1789 w Tàrredze, zm. 17 marca 1855 w Madrycie) – hiszpański kompozytor, znany najbardziej jako autor muzyki do hymnu narodowego Chile.

## Życiorys
Syn krawca. Od 1799 do 1806 roku występował w chórze chłopięcym w katedrze w La Seu d’Urgell. W latach 1806–1808 studiował w Barcelonie, gdzie uczył się gry na organach u Carlesa Baguera i kompozycji u Francesca Queralta. Okres wojny z Francją (1808–1814) spędził w Mahón na Minorce, gdzie był organistą i uczył muzyki. W 1814 roku wrócił do Barcelony, jednak już rok później z powodów politycznych wyemigrował do Londynu. W 1816 roku wyruszył w podróż na Półwysep Apeniński, gdzie szukał muzyków do barcelońskiego Teatro de la Santa Cruz. W 1818 roku został dyrygentem orkiestry Teatro Coliseo w Barcelonie. W 1822 roku udał się w podróż do Madrytu, później do Włoch i Francji, a na koniec w 1824 roku do Londynu, gdzie otrzymał od ambasady chilijskiej zamówienie na skomponowanie hymnu dla tego kraju. Sam kompozytor jednakże nigdy nie opuścił Europy. Po powrocie do Madrytu w 1827 roku dyrygował teatrami operowymi, a w 1831 roku został mianowany profesorem harmonii i kompozycji nowo utworzonego madryckiego konserwatorium. Do jego uczniów należeli Francisco Asenjo Barbieri i Baltasar Saldoni.
Zasłynął głównie jako twórca operowy. Największą popularnością cieszyła się opera Cristoforo Colombo, wystawiona w 1831 roku w Madrycie. Tworzył pod silnym wpływem opery włoskiej, zwłaszcza Rossiniego, stąd jego dziełom brak znamion indywidualizmu. Skomponował ponadto liczne pieśni, mszę, dwa requiem i kilka utworów orkiestrowych.